# 新納一哉
新納 一哉（にいのう かずや、1975年8月4日 - ）は日本のゲームクリエイター。

## 来歴
神奈川県出身。パックスソフトニカでゲームボーイのとっとこハム太郎1～3のドット絵を描いたのがゲーム業界の最初の仕事。その後アトラス（旧社）では『超執刀 カドゥケウス』、『世界樹の迷宮』を手掛ける。アトラス退社後はイメージエポックにて『セブンスドラゴン』等を制作。スクウェア・エニックスに入社後は『ファイナルファンタジーXIV』、『ドラゴンクエストビルダーズ』に関わる。
2019年スクウェア・エニックスを退社後はTYPE-MOONへ入社し、新設スタジオであるTYPE-MOON studio BBのスタジオディレクターに就任。

## 作品
- とっとこハム太郎 〜ともだち大作戦でちゅ〜（2000年）デザイナー
- とっとこハム太郎2 ハムちゃんず大集合でちゅ（2001年）デザイナー
- とっとこハム太郎3 〜ラブラブ大冒険でちゅ〜（2002年）デザイナー
- 超執刀 カドゥケウス（2005年）ディレクター
- カドゥケウスZ 2つの超執刀（2006年）スーパーバイザー
- デビルサマナー 葛葉ライドウ 対 超力兵団（2006年）システム監修
- 世界樹の迷宮（2007年）ディレクター、チーフプランナー
- セブンスドラゴン（2009年）ディレクター
- ラストランカー（2010年）ディレクター[6]
- クリミナルガールズ（2010年）原案[7]
- Fate/EXTRA（2010年）ディレクター[8]
- ブラック★ロックシューター THE GAME（2011年）ディレクター[9]
- セブンスドラゴン2020（2011年）ディレクター
- ファイナルファンタジーXIV:新生エオルゼア（2013年）アシスタントディレクター[10]
- ドラゴンクエストビルダーズ アレフガルドを復活せよ（2016年）ディレクター[11]
- ドラゴンクエストビルダーズ2 破壊神シドーとからっぽの島（2018年）ディレクター
- Fate/EXTRA Record（発売日未定）企画・監督[12]